# Katherine Puckett Layton
Pour les articles homonymes, voir Layton.
Katherine Puckett Layton est une pédagogue américaine en mathématiques et auteure de manuels de mathématiques.

## Éducation et carrière
Layton obtient une licence en mathématiques de l'université de Californie à Los Angeles (UCLA) et obtient ensuite une maîtrise en éducation de l'université Harvard. En 1960, peu après avoir obtenu son diplôme de l'UCLA, Layton commence sa longue carrière d'enseignante à la Beverly Hills High School de Beverly Hills, en Californie. Au cours des années 1970, Layton est directrice du département de mathématiques et s'implique auprès des étudiants à la fois en classe et par l'intermédiaire de Mu Alpha Theta (en), la société d'honneur des lycées et des collèges de deux ans. Layton est maître de conférences invité à l'université de Clemson à Clemson, en Caroline du Sud et, de 1986 à 1987, au département de mathématiques de l'UCLA. Après avoir pris sa retraite du lycée de Beverly Hills en 1999. Layton sert deux ans en tant qu'éducateur distingué à la Graduate School of Education de l'UCLA. 
Layton effectue deux voyages en Chine pour évaluer les efforts éducatifs dans ce pays. Les résultats du deuxième voyage sont présentés lors du congrès du Conseil national des professeurs de mathématiques (NCTM) au Cervantes Convention Center à St. Louis, Missouri ; Layton est l'un des panélistes qui présentent les conclusions de l'envoyé. Layton est membre du Conseil national des normes d'enseignement professionnel en 1989, lorsqu'ils commencent à envisager de délivrer des certificats d'enseignement aux enseignants qualifiés. Le programme est conçu pour mesurer « l'expertise dans 29 domaines allant du développement de l'enfance aux langues étrangères ». 
Layton, membre de longue date du NCTM, est conférencière invitée à plus de 22 réunions annuelles et à de nombreuses réunions régionales. Elle siège à plusieurs comités de la Mathematical Association of America (MAA) et elle est conférencière invitée à six réunions annuelles de la MAA. En plus de siéger au conseil d'administration du Conseil national des normes d'enseignement professionnel, Layton est membre du Conseil national des normes d'enseignement professionnel, du Conseil d'examen d'entrée au collège et du Conseil d'enseignement des sciences mathématiques. 

## Reconnaissance
En 1990, Layton est honorée pour son enseignement exemplaire avec le Prix présidentiel pour l'excellence en enseignement. Le prix est parrainé par la Fondation nationale pour la science et honore deux professeurs de sciences et deux professeurs de mathématiques de chaque État des États-Unis. En 2003, l'Association for Women in Mathematics (AWM) récompense Layton pour « ses contributions significatives à l'enseignement des mathématiques, ses réalisations exceptionnelles en tant que enseignante et chercheuse, et son rôle dans le rapprochement des communautés d'enseignement des mathématiques » en la sélectionnant pour recevoir le prix Louise-Hay 2003 pour ses contributions à l'enseignement des mathématiques. La même année, Layton est choisie comme conférencière AWM/MAA Falconer ; le titre de sa conférence est "Ce que j'ai appris en quarante ans à Beverly Hills 90212". La conférence Etta Z. Falconer, qui comprend à la fois une conférence et un prix, honore « les femmes qui ont apporté des contributions remarquables aux sciences mathématiques ou à l'enseignement des mathématiques ». 

## Livres (sélection)
- Joan Kreisel et Katherine P. Layton, Fearon's Basic Mathematics, Belmont, California, 1st, coll. « The Pacemaker Curriculum », 1990, 354 p. (ISBN 9780822408086)
- Kenneth J. Travers, LeRoy C. Dalton et Katherine P. Layton, Laidlaw Algebra 1, Laidlaw Educational Publisher, juin 1987 (ISBN 9780844518381)
- Kenneth J. Travers, LeRoy C. Dalton et Katherine P. Layton, Glencoe Algebra 2 with Trigonometry, Mission Hills, California, Glencoe, 1990, 691 p. (ISBN 9780026507387)
- Kenneth J. Travers, LeRoy C. Dalton et Katherine P. Layton, Geometry, River Forest, Illinois, Laidlaw Brothers, 1987, 646 p. (ISBN 9780844518435)